# Вотервілл (Канзас)
Вотервілл (англ. Waterville) — місто (англ. city) в США, в окрузі Маршалл штату Канзас. Населення — 658 осіб (2020).

## Географія
Вотервілл розташований за координатами 39°41′32″ пн. ш. 96°44′48″ зх. д. / 39.69222° пн. ш. 96.74667° зх. д. (39.692131, -96.746785).  За даними Бюро перепису населення США в 2010 році місто мало площу 1,30 км², з яких 1,26 км² — суходіл та 0,04 км² — водойми.

## Демографія
Згідно з переписом 2010 року, у місті мешкало 680 осіб у 294 домогосподарствах у складі 192 родин. Густота населення становила 525 осіб/км².  Було 331 помешкання (255/км²).
Расовий склад населення:
| - 98,4 % — білих - 0,3 % — чорних або афроамериканців - 0,1 % — корінних американців |

До двох чи більше рас належало 1,0 %. Частка іспаномовних становила 2,2 % від усіх жителів.
За віковим діапазоном населення розподілялося таким чином: 26,2 % — особи молодші 18 років, 51,3 % — особи у віці 18—64 років, 22,5 % — особи у віці 65 років та старші. Медіана віку мешканця становила 41,0 року. На 100 осіб жіночої статі у місті припадало 88,9 чоловіків;  на 100 жінок у віці від 18 років та старших — 92,3 чоловіків також старших 18 років.
Середній дохід на одне домашнє господарство  становив 72 308 доларів США (медіана — 46 136), а середній дохід на одну сім'ю — 66 500 доларів (медіана — 48 500). Медіана доходів становила 41 522 долари для чоловіків та 30 739 доларів для жінок. За межею бідності перебувало 10,5 % осіб, у тому числі 17,9 % дітей у віці до 18 років та 6,4 % осіб у віці 65 років та старших.
Цивільне працевлаштоване населення становило 316 осіб. Основні галузі зайнятості: освіта, охорона здоров'я та соціальна допомога — 31,3 %, виробництво — 25,6 %, роздрібна торгівля — 6,6 %, транспорт — 6,0 %.